# Lady Bloodfight
Lady Bloodfight ist ein US-amerikanischer Martial-Arts-Film aus dem Jahr 2016.

## Inhalt
Als Jane sich in Hongkong erfolgreich gegen drei Schläger wehrt, zieht das die Aufmerksamkeit von Shu auf sich. Shu rekrutiert und trainiert Jane, um an dem Underground-Kampfkunstturnier, das als Kumite bekannt ist, zu kämpfen. Nach Monaten strengen Trainings ist Jane bereit, sich ihren mörderischen Rivalen zu stellen, darunter dem Lehrling von Shus Erzfeind. Als andere schändliche Kräfte aus den Schatten auftauchen, wird Janes Reise durch das Kumite tödlich, da sie alles riskiert, um die beste Kämpferin der Welt zu werden.

## Produktion und Veröffentlichung
Regie führte Chris Nahon und das Drehbuch schrieb Bey Logan. Die Produzenten waren Bey Logan, Zev Foreman, Nicholas Chartier. Die Musik komponierte Mark Kilian und für die Kameraführung war Michel Abrahmowicz verantwortlich. Für den Schnitt verantwortlich war Chris Nahon. Der Film kam am 2. November 2016 raus. Am 27. Februar 2018 erschien der Film in einer ungekürzten Fassung mit der Altersfreigabe „keine Jugendfreigabe“ in Deutschland.

## Besetzung und Synchronisation
| Figur                                     | Darsteller     | Deutscher Sprecher     |
| ----------------------------------------- | -------------- | ---------------------- |
| Jane                                      | Amy Johnston   | Katharina Schwarzmaier |
| Shu                                       | Muriel Hofmann | Laura Maire            |
| Anführerin der Schwarzdrachengesellschaft | Cynthia Ho     | Elisabeth von Koch     |
| Cassidy                                   | Jet Tranter    | Anke Kortemeier        |
| Ling                                      | Jenny Wu       | Ulrike Jenni           |
| Donny                                     | Jai Day        | Leonard Hohm           |

## Rezeption
„Einschlägiger Kampfsport-Film mit einem weiblichen Ensemble, das seinen männlichen Pendants in Sachen Brutalität und Blutzoll in nichts nachsteht. Jenseits der solide choreografierten Kampfszenen ringt der Film mit kitschigen Backstorys, steifem Schauspiel und inszenatorischer Belanglosigkeit.“